# Jean Daniel Pinet de Borde-Desforêts
Jean Daniel Pinet de Borde des Forest, né le 11 avril 1742 à Bergerac (Dordogne), mort le 8 août 1801 à Clermont-Ferrand (Puy-de-Dôme), est un général de brigade de la Révolution française.

## États de service
Il entre en service le 13 mai 1759 comme enseigne au régiment d'Auvergne-infanterie, et il sert en Allemagne de 1759 à 1762. Il devient lieutenant le 12 juin 1759, et il est blessé d'un coup de feu à la bataille de Klostercamp le 16 octobre 1760. Le 2 mars 1773, il est nommé capitaine commandant la compagnie colonelle, et le 25 août 1773, il passe capitaine titulaire d'une compagnie.
Aide-major le 1er juillet 1774, capitaine en second de la compagnie de chasseurs à la formation du 18 juin 1776, capitaine commandant le 3 juin 1779, il sert aux Antilles en 1782 et 1783. Il est fait chevalier de Saint-Louis le 15 septembre 1782. Le 21 août 1784, il est nommé major d'infanterie au régiment de chasseurs des Pyrénées, et le 1er mai 1788, il passe au bataillon de chasseurs d'Auvergne.
Il reçoit son brevet de colonel le 5 février 1792, au 78e régiment d’infanterie, et il est promu général de brigade le 7 septembre 1792. Il sert de 1792 à 1793, à l’armée du Nord, et le 6 novembre suivant il se trouve au centre sous les ordres du duc de Chartres lors de la bataille de Jemappes. Il est grièvement blessé d’un coup de feu à la tête le 18 mars 1793, à la bataille de Neerwinden, et il est mis en congé pour blessures le 13 avril suivant. Suspendu de ses fonctions, comme ne pouvant reprendre le service le 30 septembre 1793, il obtient une pension le 24 avril 1795, qui est convertie en solde de retraite par un arrêté des consuls du 21 août 1801.
Il meurt le 8 août 1801 à Clermont-Ferrand.

## Sources
- (en) « Generals Who Served in the French Army during the Period 1789 - 1814: Eberle to Exelmans »
- (pl) « Napoléon.org.pl »
- Georges Six, Dictionnaire biographique des généraux & amiraux français de la Révolution et de l'Empire (1792-1814), Paris : Librairie G. Saffroy, 1934, 2 vol., p. 314